# Artoria segrega
Artoria segrega là một loài nhện trong họ Lycosidae.
Loài này thuộc chi Artoria. Artoria segrega được Cor J. Vink miêu tả năm 2002.